# Joachim Sauer
Joachim Sauer (Hosena, 19 aprile 1949) è un chimico tedesco. Dal 1998 è il marito dell’ex Cancelliera federale Angela Merkel.

## Biografia
È figlio del pasticciere e intermediario di assicurazione Richard Sauer e di Elfriede Sauer; nato nel quartiere di Hosena della cittadina di Senftenberg, ha un fratello maggiore e una sorella gemella.

### Carriera
Sauer ha frequentato la Erweiterte Oberschule "Walther Rathenau" (una scuola media superiore della DDR) a Senftenberg, e ha conseguito il diploma di maturità a Lauchhammer. Ha studiato quindi chimica a Berlino, presso l'Università Humboldt, dal 1967 al 1972. Dal 1973 al 1976 è stato assistente presso la medesima Università e nel 1974, con l'opera Conseguenze del Teorema di Koopmans nei Restricted Hartree-Fock Method per i sistemi Open-shell, conseguì il dottorato di ricerca summa cum laude (Promozione A: una qualifica in vigore nella ex DDR).
Dal 1977 al 1991 ha operato presso l'Istituto Centrale di Chimica-Fisica dell'Accademia della Scienze della Repubblica Democratica Tedesca in Adlershof (Berlino). In quel periodo ha lavorato fra l'altro 12 mesi come assegnista di ricerca presso l'Istituto Jaroslav Heyrovský a Praga con Rudolf Zahradník e all'Istituto di tecnologia di Karlsruhe con Reinhart Ahlrichs.
A seguito dell'collaborazione con l'Istituto Centrale di Chimica-Fisica dell'Accademia della Scienze della Repubblica Democratica Tedesca, Sauer ha ottenuto, con una dissertazione su Ricerche in chimica quantistica dei centri attivi e delle interazioni adsorbenti del SiO2-e delle superfici zeolitiche, la Promozione B (anche questa una qualifica in vigore nella ex DDR) nel 1985. Nel 1990 ha ottenuto, invece, la Facultas docendi presso l'Università Humboldt.
Dopo la riunificazione tedesca, Sauer ha trascorso un anno, quello tra il 1990 e il 1991, a San Diego in California presso la BIOSYM Technologies come direttore per la catalisi. Dal 1991 al 2002 ha lavorato come consulente a San Diego per l'Accelrys (ex Molecular Simulations Inc.).
Dal 1992 al 1996 Sauer ha diretto il gruppo di lavoro Quantenchemie, della Società Max Planck, aggregata all'Università Humboldt. Nel 1993 è stato chiamato come professore ordinario alla cattedra di Chimica-fisica teorica della Humboldt.
Il campo delle ricerche principali di Sauer è quello della Chemioinformatica dei Cluster e delle ricerche teoriche sulla struttura, energia e dinamica dei processi eterogenei di catalisi nelle zeoliti.
Ha pubblicato centinaia di lavori scientifici. Tra i suoi coautori vi è anche Angela Merkel.

### Vita privata

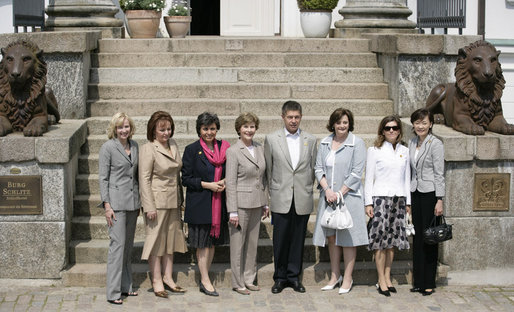
Joachim Sauer guida le First Lady nel programma per le signore al vertice del G8 del 2007 ad Heiligendamm

Sposatosi in prime nozze con una collega chimica, ha avuto due figli. Nel 1985 la coppia ha divorziato.
Il 30 dicembre 1998 ha sposato Angela Merkel, conosciuta presso l'Accademia della Scienze della DDR a Berlino-Adlershof, anche lei giunta alle seconde nozze.
Benché la moglie come Presidente dell'Unione Cristiano Democratica di Germania (CDU) e Cancelliera della Repubblica Federale Tedesca si mostri spesso in pubblico, egli compare raramente con la consorte. Fanno eccezione le visite ai festival di Bayreuth e di Salisburgo.
Sauer ha accompagnato la moglie per la prima volta nel gennaio 2006 in un viaggio all'estero, che la Cancelliera dovette intraprendere in Austria. Il 13 luglio 2006 si è mostrato di nuovo in pubblico in occasione della visita a Stralsund del Presidente degli Stati Uniti d'America Bush. Il 25 marzo 2007 è stato invitato per la prima volta come accompagnatore al Programma per i partner dei congressisti. A margine dell'incontro al vertice degli Stati dell'Unione Europea e dei capi di governo a Berlino, ha pranzato insieme alle First lady, mentre la moglie pranzava in altra sala con gli altri capi di stato.
A parte queste rare apparizioni, Sauer tiene lontani i media dalla sua vita privata. Le richieste di rilasciare dichiarazioni che non riguardino la sua attività scientifica sono sempre state declinate.
Nell'autunno del 2010 si è concesso ad una lunga intervista per una rivista scientifica, a proposito della situazione della ricerca scientifica nella ex DDR.

## Riconoscimenti
- 1972: Premio Johann-Gottlieb-Fichte dell'Università Humboldt di Berlino
- 1982: Premio Friedrich-Wöhler-Preis della Società di Chimica della Repubblica Democratica Tedesca (DDR)
- 1991: Borsa di studio per docenti del Fondo dell'Industria chimica
- 1991: Premio per la chimica dell'Accademia delle Scienze di Gottinga
- 1995: Membro ordinario dell'Accademia delle Scienze di Berlino
- 1998: Premio Alexander-von-Humboldt del Fondo nazionale belga per la ricerca scientifica
- 2006: Membro scientifico esterno dell'Istituto Fritz-Haber
- 2007: Membro dell'Accademia Cesarea Leopoldina
- 2009: Membro dell'Academia Europæa
- 2010: Medaglia Liebig della Società Chimica Tedesca
- 2012: Heilbronner-Hückel Lecture della Società Chimica Svizzera e della Società Chimica Tedesca[5]
- 2021: Membro straniero dell'Accademia delle Scienze di Torino.[6]

Sauer è membro consigliere di numerose istituzioni, fra le quali la Alfried-Krupp-Wissenschaftskolleg di Greifswald. Inoltre è, dal 2011, della Commissione di vigilanza della Fondazione Friede Sprinter.